# Laufende Scheibe
Laufende Scheibe ist die Bezeichnung für eine Wettkampfdisziplin im Schießsport. Vor 1992 nannte man diese Disziplin auch Laufender Keiler oder Laufender Hirsch. Es werden dabei Wettkämpfe auf eine Entfernung von 10 m oder 50 m ausgetragen.

## Regularien

Schießscheibe für „Laufende Scheibe“

Die „Laufende Scheibe“ hat ihren Ursprung im jagdlichen Bereich mit dem Kleinkalibergewehr (50 Meter).
Auf der Scheibe für die Zielentfernung von 50 m ist ein Keiler abgebildet (daher auch oft als „Keilerschießen“ bezeichnet). Als Waffe wird ein Kleinkalibergewehr mit einem Zielfernrohr verwendet. Das Zielfernrohr hat im Visierbereich zwei Stachel, mit denen der Haltepunkt anvisiert wird. Beim Linkslauf wird der rechte Stachel, beim Rechtslauf der linke Stachel verwendet. Dadurch wird das Gewehr immer etwas dem Ziel vorgehalten.
In zwei Wettkampfteilen werden 2 × 30 Schuss abgegeben. Im ersten Teil, dem „Langsamlauf“ bewegt sich die Scheibe in fünf Sekunden über eine Breite von 10 Metern, dieser Bereich wird „Schneise“ genannt und nur dort ist die Scheibe sichtbar. Beim zweiten Teil, dem „Schnelllauf“, ist die Scheibe doppelt so schnell, bewältigt also die Strecke in 2,5 Sekunden. Hat der Schütze innerhalb dieser Zeit keinen Schuss abgegeben so wird eine Null gewertet. Zu Beginn ist die Scheibe auf der rechten Seite und läuft dann nach links, der so genannte „Linkslauf“, beim nächsten Schuss folgt der „Rechtslauf“. Zu Beginn des Schießens nimmt der Schütze die Waffe in den Hüftanschlag. Sie darf erst in die Schulter gehoben werden, wenn die Scheibe sichtbar wird.
Zusätzlich zum Normalprogramm gibt es noch das „Mix-Programm“, auch hier werden zwei Durchgänge geschossen, allerdings weiß der Schütze vor dem Schuss nicht, ob die Scheibe 5 oder 2,5 Sekunden zu sehen ist und muss so individuell reagieren.
Später ging man dazu über, auch mit dem Luftgewehr „Laufende Scheibe“ zu schießen. Der Vorteil liegt im geringeren Platzbedarf und Stände sind schnell einzurichten. Die Entfernung beträgt nur noch 10 Meter und die Schneise ist zwei Meter breit. Statt der Wildschweinscheibe sind zwei nebeneinander liegende Ringspiegel auf einer Pappscheibe untergebracht. Die Disziplin „Laufende Scheibe Luftgewehr“ ist auch hier die einzige, bei der auf dem Luftgewehr eine Zielhilfe in Form eines Zielfernrohres erlaubt ist.
Es gibt folgende Disziplinen die im DSB unter den Disziplinnummern:
- 4.10

Laufende Scheibe 10 m
- 4.11

Laufende Scheibe 10 m Schülerwettbewerb
- 4.15

Laufende Scheibe 10 m Mix
- 4.20

Laufende Scheibe 50 m
- 4.25

Laufende Scheibe 50 m Mix
geführt werden.

## Olympische Geschichte
Gegenüber den Olympischen Sommerspielen 1968 wurde das Programm der Olympischen Sommerspiele 1972 um die Disziplin „Laufende Scheibe“ ergänzt, die die 1956 letztmals ausgetragene Disziplin „Laufender Hirsch“ ersetzte. Die Wiederaufnahme dieses Wettbewerbes wurde 1968 beschlossen und trug vorläufig den Namen „Laufender Keiler“. In dieser Form wurde bis zu den Olympischen Sommerspielen von Seoul 1988 geschossen. Auf Protest von Tierschützern wurde die Disziplin dann jedoch in „Laufende Scheibe“ umbenannt und seit den Olympischen Spielen von Barcelona 1992 nur noch auf 10 m mit dem Luftgewehr ohne die Wildschweinsilhouette geschossen.
Die Disziplin „Laufende Scheibe“ war bis einschließlich der Olympischen Spiele 2004 in Athen eine olympische Wettkampfdisziplin. Für die Olympischen Spiele 2008 in Peking wurde sie, wie auch die Disziplin „Doppeltrap Damen“, aus dem Programm gestrichen. Letzter Olympiasieger in der Disziplin Laufende Scheibe war Manfred Kurzer.